# Kerncentrale Tihange

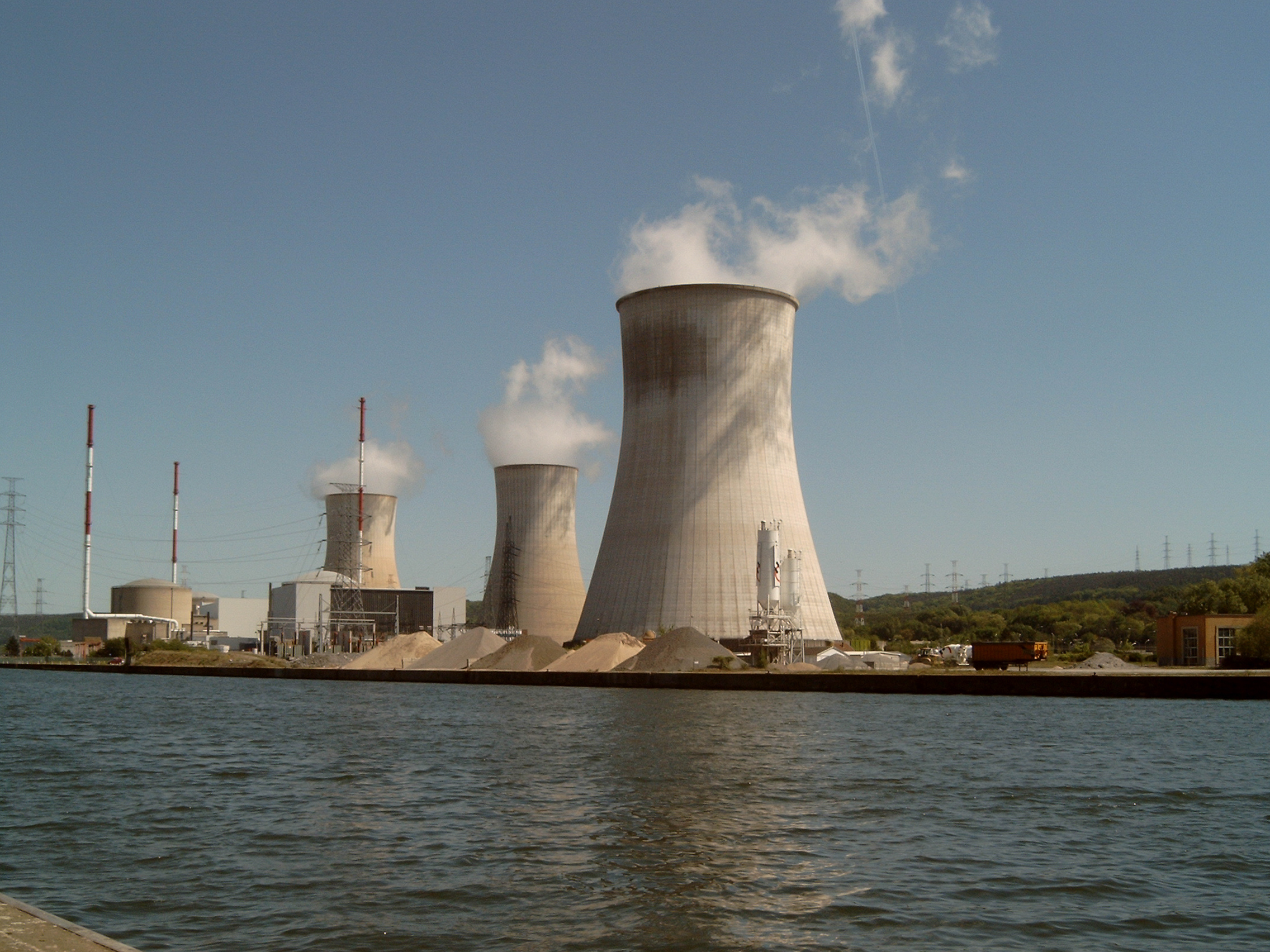
De ligging van de centrale naast de Maas

De kerncentrale Tihange (Frans: Centrale nucléaire de Tihange, CNT) is een van de twee kerncentraleparken van België.
Tihange is een Belgische deelgemeente van de stad Hoei in de provincie Luik. Op het grondgebied van het dorp Neuville-sous-Huy dat in 1952 bij Tihange werd gevoegd, staan twee kerncentrales (Tihange 1 en 3) en één productie-eenheid voor kernenergie die buiten gebruik is gesteld (Tihange 2) langs de rechteroever van de Maas. Deze nucleaire site is eigendom van energiebedrijf Engie Electrabel en Luminus (SPE).

## Geschiedenis
De kerncentrales werden gebouwd in opdracht van het energiebedrijf Intercom dat in 1990 opging in Electrabel. Het ontwerp werd uitbesteed aan het Belgische ingenieursbureau Tractebel. Naast Belgische bedrijven zoals Fabricom (nu Engie Fabricom en net als Electrabel eigendom van Engie) werkten ook Westinghouse en Framatome (nu beiden onderdeel van het bedrijf Areva) mee aan het ontwerp en de bouw van de centrale. Tihange 1 is de oudste centrale en werd in gebruik genomen in 1975. Tihange 2 in 1983 en Tihange 3 in 1985.

## Eenheden
Op de site bevinden zich twee kerncentrales en één gesloten eenheid van het type PWR met samen een totaal vermogen van 3024 MW(e) of 52% van de Belgische nucleaire elektriciteitsproductie:
| Eenheid   | Vermogen (2012) | Ingebruikname   | Sluiting volgens Wet op kernuitstap | Sluiting volgens protocolakkoord regering-Van Rompuy | Sluiting volgens regering-Di Rupo | Effectieve sluiting |
| --------- | --------------- | --------------- | ----------------------------------- | ---------------------------------------------------- | --------------------------------- | ------------------- |
| Tihange 1 | 962 MW          | 1 oktober 1975  | 1 oktober 2015                      | 1 oktober 2025                                       | 1 oktober 2025                    | Gepland 2025        |
| Tihange 2 | 1008 MW         | 1 februari 1983 | 1 februari 2023                     | 1 februari 2023                                      | 1 april 2023                      | 31 januari 2023     |
| Tihange 3 | 1046 MW         | 1 oktober 1985  | 1 oktober 2025                      | 1 oktober 2025                                       | 1 oktober 2025                    | Gepland 2035        |

In 2010 produceerde de site 23,1 TWh elektriciteit wat staat voor ruim 25% van de Belgische elektriciteitsproductie. In 2009 had de centrale een hogere beschikbaarheid en werd 24,8 TWh geproduceerd.
De drie eenheden zouden volgens de Belgische Wet op de kernuitstap van 31 januari 2003 tot 40 jaar mogen worden uitgebaat.
Op 22 oktober 2009 ondertekenden de regering-Van Rompuy en GDF Suez een protocolakkoord waardoor de drie oudste Belgische centrales Doel 1, Tihange 1 en Doel 2 een levensduurverlenging van 10 jaar zouden krijgen. Aan de kerncentrale van Tihange kwamen op 17 september 2011 zo'n 2.000 mensen uit België, Nederland en Duitsland samen om te betogen tegen kernenergie en tegen de verlenging van de levensduur van Tihange 1.
Op 4 juli 2012 besliste de regering Di Rupo eenzijdig dat enkel Tihange 1 50 jaar in dienst mag blijven, tot 2025 en komt hierdoor het protocolakkoord uit 2009 niet na. Als reactie hierop nodigde Electrabel de regering uit voor een constructieve dialoog rond de verschillende energiedossiers waaronder dat van Tihange 1. Inmiddels besloot Electrabel de levensduurverlenging van tien jaar te aanvaarden.
In verband met een dreigend stroomtekort in 2014 door het uitvallen van Doel 4 werd het onderhoudsschema van Tihange 1 gewijzigd om zeker voldoende elektriciteit te hebben in de laatste maanden van 2014.
| Huidige elektriciteitsproductie in Belgische kerncentrales (Laatste update: 14 feb 2024) |         |
| Unit                                                                                     | Status  |
| Doel 2                                                                                   | 445 MW  |
| Doel 4                                                                                   | 1039 MW |
| Tihange 1                                                                                | 962 MW  |
| Tihange 3                                                                                | 1038 MW |

## Veiligheid
Binnen de noodplanningszone met een straal van 20 km wonen zo'n 495.420 mensen, verspreid over 71 gemeenten in de provincies Luik, Namen, Luxemburg en Limburg.
Sinds 2006 lekte er per dag een enkele liter water weg uit een deactiveringsbad voor afgewerkte brandstofstaven wat tot ongerustheid leidde. Het water wordt opgevangen en teruggepompt naar het reservoir.
Eind augustus 2012 werd ontdekt dat het betonnen omhulsel van de kernreactor van Tihange 2 was beschadigd door erosie ten gevolge van betonrot. De erosie verzwakte het beton op bepaalde plaatsen tot 30 centimeter diep.
Op vrijdag 18 december 2015 werd Tihange 1 stilgelegd na een brand in het niet-nucleaire deel van de kerncentrale.
De centrale werd op zaterdag 26 december opnieuw opgestart. Mede door dit incident, groeide er in de Duitse deelstaat Noordrijn-Westfalen onrust omtrent de veiligheid van de kerncentrale Tihange.
In 2018 werd bericht dat de originele bouwplannen van het bunkergebouw van Tihange 3 niet meer te vinden zijn.

### Aanwezigheid waterstofvlokken
Tihange 2 werd op 16 augustus 2012 stilgelegd voor een geplande onderhoudsbeurt. In september werd de reactor gecontroleerd op fouten, omdat deze net als die van Doel 3 door de Rotterdamsche Droogdok Maatschappij was opgeleverd en er in Doel 3 laminaire indicaties van eventuele defecten waren ontdekt in een onderdeel van het reactorvat. Uit de controle van het reactorvat van Tihange 2 bleek dat in de reactorwand gelijkaardige foutindicaties aanwezig zijn als bij Doel 3. De resultaten van de bijkomende testen bevestigen dat de foutindicaties ontstaan zijn door insluiting van waterstofgas in het metaal tijdens de productie van de reactorkuip. Volgens metaaldeskundigen zou de kans, dat deze fouten tot scheurtjes konden uitgroeien, bijzonder klein zijn. Na internationaal onderzoek en analyse van alle uitgevoerde testen gaf het FANC op 17 mei 2013 een positief advies voor de heropstart van Tihange 2. Op 7 juni 2013 werd Tihange 2 terug verbonden met het Belgische net.
Aan de heropstart was een actieplan met veertien voorwaarden verbonden, waaronder een controle naar de materiaaleigenschappen van bestraalde monsters uit het reactorvat. Een van deze controles leidde tot voorlopig onverklaarbare resultaten die afweken van wat door experts verwacht werd. Electrabel schakelde Doel 3 en Tihange 2 daarom conform de regels van nucleaire veiligheid uit op 26 maart 2014.
Na herkwalificatie van de metingen die de reactorvaten van Doel 3 en Tihange 2 in 2012 hebben ondergaan, bleek dat de meetsignalen oorspronkelijk niet juist werden geïnterpreteerd. Naast de reeds gerapporteerde indicaties bleek dat er bij de meting van 2014 duizenden kleinere foutindicaties in de wanden van de reactorvaten van Doel 3 en Tihange 2 meer aanwezig waren die met de oorspronkelijke methode niet gedetecteerd konden worden. Eerder al bleken de waterstofvlokken groter te zijn dan voordien werd aangenomen omdat men vele kleine nabijgelegen indicaties als een grote indicatie dient te beschouwen. Er werd onderzoek gedaan naar de invloed van straling op de materiaaleigenschappen van soortgelijk materiaal van Duitse herkomst. Electrabel diende een rechtvaardigingsdossier in bij het FANC om toestemming te kunnen krijgen beide kerncentrales weer op te starten. Het FANC deed voor de analyse van het dossier beroep op Amerikaanse experts. Op 17 november 2015 gaf het FANC goedkeuring dat Doel 3 en Tihange 2 mochten herstarten. Op 15 december 2015 werd Tihange 2 terug verbonden met het Belgische net.
Op 3 september 2020 heeft een rechtbank in Brussel uitspraak gedaan na een klacht van zo’n 90 lokale overheden, actie- en milieugroepen uit Duitsland, België en Nederland over Tihange 2. De procedure was gericht tegen exploitant Electrabel, het FANC en de Belgische Staat. De klagers stellen dat Electrabel niet zou kunnen aantonen dat de reactor veilig is en FANC zijn controlefunctie zou verwaarlozen. De rechtbank ging hierin niet mee en besloot dat het FANC haar taak goed uitvoert. Verder was de rechter van mening dat klagers onvoldoende hebben aangetoond dat de veiligheid zo ernstig wordt bedreigd door de aanwezigheid van waterstofvlokken dat de reactor moet worden stilgelegd.